# Кобан (Гватемала)
Коба́н (исп. Cobán) — город в Гватемале, административный центр департамента Альта-Верапас и муниципалитета Кобан.

## География
Расположен в центральной части страны, в 219 км к северо-востоку от города Гватемала, на высоте 1320 м над уровнем моря.

## Население
Численность населения города по данным на 2005 год составляет 86 200 человек; население муниципалитета (площадью 1312 км²) составляет 93 633 человека.

## История
Город был основан доминиканскими монахами в 1543 году. Название Кобан происходит из языка кекчи и имеет несколько версий толкования, одна из которых — от словосочетания Cob An (туманное место). Железная дорога Ferrocarril Verapaz, действовавшая с 1895 по 1963 годы, соединяла Кобан с озером Исабаль и имела важное значение для этого кофейного региона.
Важный вклад в развитие города внесли также немецкие производители кофе, обосновавшиеся здесь в конце XIX века. До 1930 года в городе проживало около 2 тыс. немцев. В 1935 году здесь открылась немецкая школа. В 1941 году все немцы были высланы гватемальским правительством, возглавляемым в то время Хорхе Убико. Та часть немецкого населения, которая всё же осталась в районе, довольно сильно ассимилирована среди гватемальцев.
По названию города назван эндемичный монотипный род цветковых растений, обитающих в провинции Альта-Верапас, — Кобанантус (Cobananthus).

## Экономика
Кобан является центром большого района кофейных плантаций.

## Спорт
В городе базируется футбольная команда Кобан-Империаль (Cobán Imperial).

## Города-побратимы
- Бирмингем, США[2]